# Hohenzollern-Hechingen
Hohenzollern-Hechingen foi um condado e principado no sudoeste da Alemanha. Seus governantes pertenciam a um ramo da dinastia Hohenzollern.
- Eitel Friedrich IV, 1º Conde de Hohenzollern-Hechingen (1576-1605)
  - Johann Georg, 1º Príncipe de Hohenzollern-Hechingen Mar 23 – Sep 28 1623 (1577–1623)
    - Eitel Friedrich II, 2º Príncipe de Hohenzollern-Hechingen 1623–1661 (1601–1661)
    - Philipp Christoph Friedrich, 3º Príncipe de Hohenzollern-Hechingen 1661–1671 (1616–1671)
      - Friedrich Wilhelm, 4º Príncipe de Hohenzollern-Hechingen 1671–1735 (1663–1735)
        - Friedrich Ludwig, 5º Príncipe de Hohenzollern-Hechingen 1735–1750 (1688–1750)

      - Prince Hermann Friedrich of Hohenzollern-Hechingen} (1665–1733)
        - Josef Friedrich Wilhelm, 6º Príncipe de Hohenzollern-Hechingen 1750–1798 (1717–1798)
        - Prince Franz Xaver of Hohenzollern-Hechingen (1720–1765)
          - Hermann, 7º Príncipe de Hohenzollern-Hechingen 1798–1810 (1751–1810)
            - Frederick, 8º Príncipe de Hohenzollern-Hechingen 1810–1838 (1776–1838)
              - Constantine, 9º Príncipe de Hohenzollern-Hechingen Prince 1838–1849 (1801–1869), os filhos não tinham direitos dinásticos, os Condes de Rothenburg

Após a cessão do território à Prússia, o príncipe continuou a usar seu título.
Esta linhagem da Casa de Hohenzollern foi extinta em 1869. Após a morte do Príncipe Constantino, seus títulos passaram para a linhagem Hohenzollern-Sigmaringen.